# Rafael Simón Urbina
Rafael Simón Urbina López (Puerto Cumarebo, Venezuela, 28 de octubre de 1897-Caracas, , Distrito Federal, Venezuela, 13 de noviembre de 1950) fue un político y militar venezolano, gobernador designado de Amazonas en 1936. Fue activista político en contra el régimen de Juan Vicente Gómez y posteriormente líder del secuestro al mandatario Carlos Delgado Chalbaud, donde resultó asesinado por su familiar Domingo Urbina en el único magnicidio de la historia de Venezuela. Después de esto fue ejecutado por la Seguridad Nacional durante la Dictadura militar.

## Biografía
Su madre murió poco después de su nacimiento y su padre, un guerrillero mochista, murió en el castillo Libertador en 1901. En 1910 estuvo en la Escuela militar.
En mayo de 1914 participó junto a su tío Joaquín Urbina en un alzamiento a favor del general José Manuel Hernández, donde su tío resultó muerto en combate, Después de esto fue encarcelado hasta febrero de 1915, cuando el general León Jurado, presidente del estado Falcón, ordenó su liberación.

### Guerrilla en Falcón y primer exilio
En 1919 armó una guerrilla en las montañas del estado Falcón durante cuatro años para derrocar a la dictadura de Juan Vicente Gómez, debiendo exiliarse en La Habana y Barranquilla. En 1925 una amnistía le permitió volver al país.

### Alzamiento en Coro
Mantuvo contacto con antigomecistas y estudiantes de la generación del 28 en ese tiempo. En julio de 1928 dirigió un alzamiento en Coro escapó a Curazao, donde coincidió con otros exiliados venezolanos en la isla, entre ellos, Rómulo Betancourt y Miguel Otero Silva. Resultó apresado, lo que provocó que Betancourt amenazara con provocar un paro en las refinerías petroleras con la intención de conseguir su liberación. Debido a esto, fue deportado a Barranquilla, donde fue apresado una vez más por solicitud del gobierno de Gómez, de donde se fugó a Costa Rica y luego a Panamá.

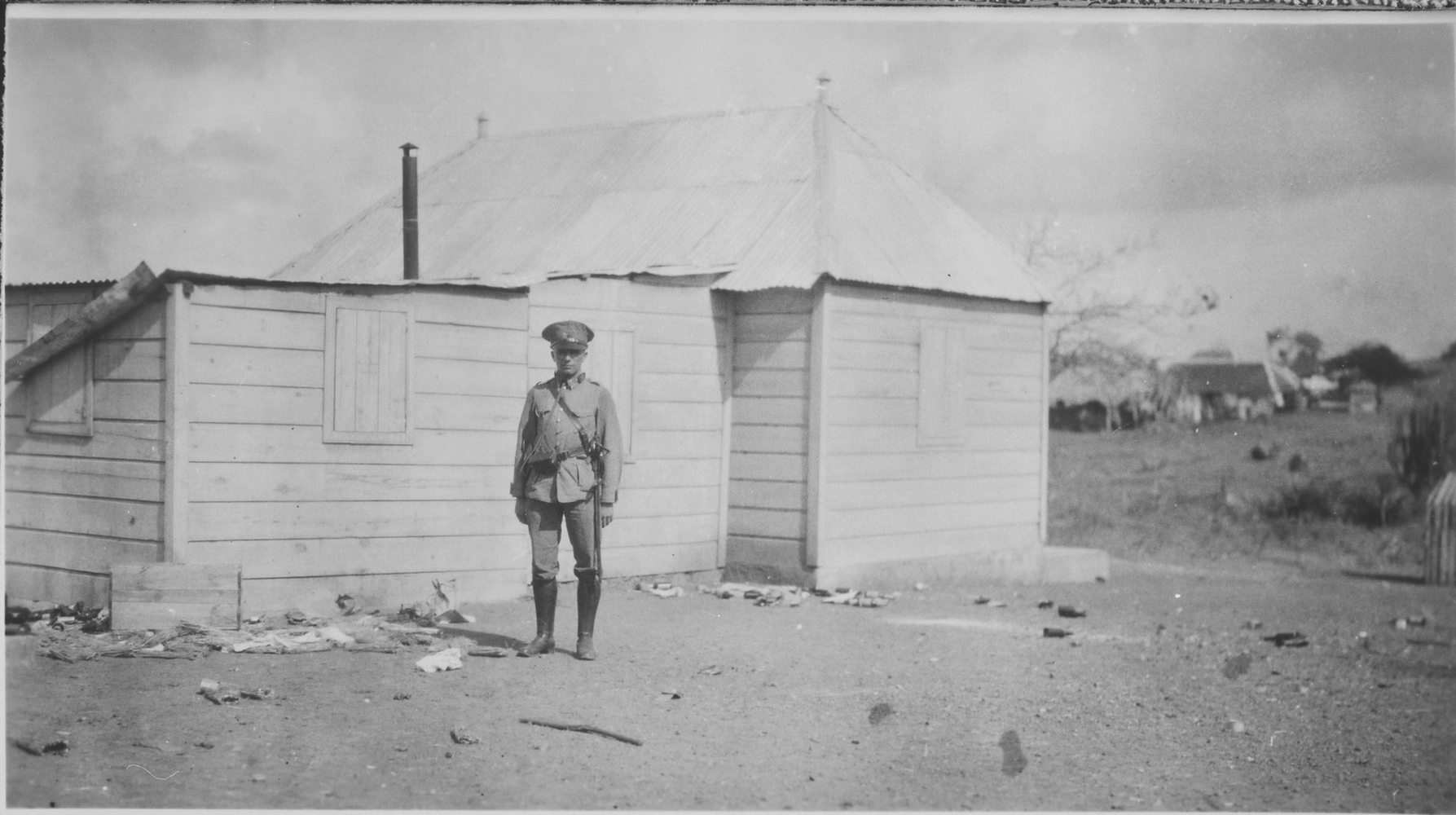
La casa en Curazao donde Rafael Simón Urbina permaneció varios meses para preparar el asalto al fuerte Ámsterdam.

### Segundo exilio e invasión a Venezuela
El 8 de junio de 1929 tomó el Fuerte Ámsterdam en Curazao y secuestró al gobernador holandés Leonard Albert Fruytier e intentó una expedición contra Juan Vicente Gómez con 250 hombres con el apoyo de los comunistas Gustavo Machado y Miguel Otero Silva. Robaron las municiones y dinero que encontraron en las arcas y arsenales de la isla y encarcelan a Fruytier en el barco estadounidense robado Maracaibo. Luego zarparon, intentaron desembarcar en La Vela de Coro en junio de 1929, pero fueron vencidos por el general León Jurado y tuvieron que huir a México en 1930.

### Tercer exilio y toma de Capatárida

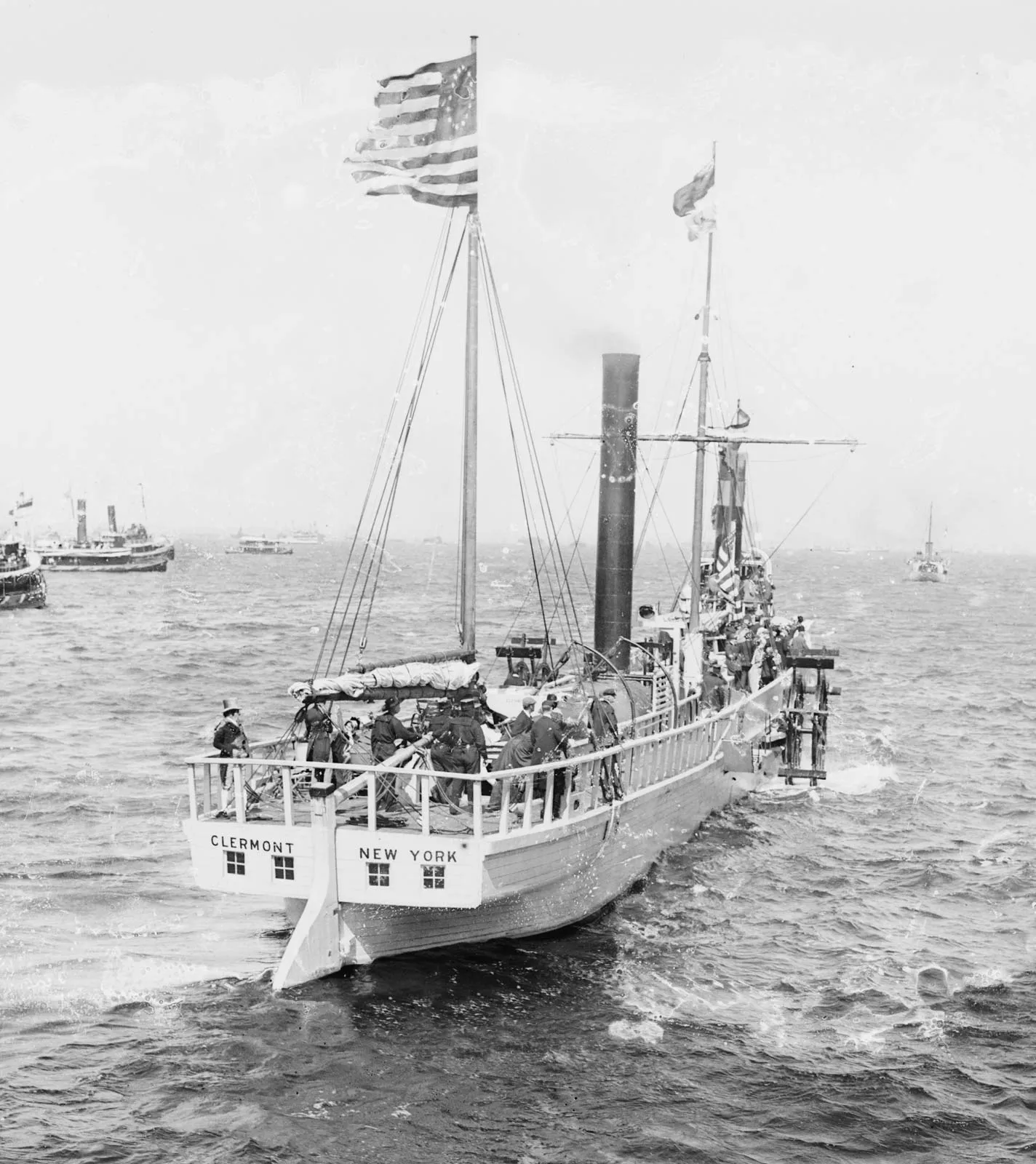
Vapor estadounidense “El Superior” rentado por Rafael Simon Urbina en 1929 para su invasión a Venezuela.

Urbina entabló relaciones con personalidades como el general Saturnino Cedillo, el general Pérez Treviño y el general Arturo Bernal, quienes se ofrecieron a apoyar sus planes para una nueva invasión a Venezuela. En octubre de 1931, Urbina parte desde México junto con 137 braceros mexicanos y ocho venezolanos con sus socios a bordo del buque estadounidense Superior intenta un nuevo desembarco de mercenarios en Puerto Gutiérrez en el que toma la ciudad de Capatárida pero fracasó al ser derrotado nuevamente por el general Jurado, tras lo cual huyó nuevamente del país. Durante su estadía en Centroàmerica es llamado por un grupo de exilados en Cuba, y en unas declaraciones a la prensa culpa “ a Machado y a los comunistas” del fracaso de la incursión de Curazao ; el guerrilero Carlos Aponte Hernandez indignado lo busca en el hotel y lo cita a un duelo en La Manzana de Gòmez, el lugar más céntrico de La Habana Vieja; se cruzan disparos. Urbina resulta herido con dos balazos y Aponte con una herida menor en el pie.`

### Gobernador de Amazonas
En 1936 volvió a Venezuela y ofreció sus servicios a Eleazar López Contreras para trabajar como denunciante de comunistas en el país como Gustavo Machado. Este lo nombró gobernador del Territorio Federal Amazonas, renunciando a los pocos meses por motivos de salud. Después de esto se retiró a sus haciendas en Falcón.

### Cuarto exilio
Tras el golpe de Estado en Venezuela de 1945 se refugió en la embajada de Haití, huyendo luego a Barranquilla y Santo Domingo, donde planeó otra invasión a Venezuela y le pidió al dictador Rafael Leónidas Trujillo su colaboración en ésta. Posteriormente se exilió en Colombia, donde fue ayudado por Antonio Aranguren, quien se había vuelto su mentor político y quien estableció un contacto entre él y Carlos Delgado Chalbaud. Estando afuera fue enjuiciado por el Tribunal de Responsabilidad Civil y Administrativa, y le fueron confiscados todos sus bienes.

### Retorno y asesinato de Carlos Delgado Chalbaud
Un nuevo golpe en su país, en 1948, le permitió regresar a Venezuela. En 1950 se instaló en casa de Antonio Aranguren, mientras pidió en vano la restitución de sus bienes perdidos. Molesto con el gobierno de Carlos Delgado Chalbaud por esta actitud, planeó e intentó un secuestro al presidente en la misma casa donde residía, en aparente cooperación con Aranguren, pero Delgado Chalbaud fue asesinado en el medio de un forcejeo y Urbina resultó herido.
Se refugió en la Embajada de Nicaragua en Venezuela, de donde fue sacado por una comisión del gobierno y posteriormente llevado a la cárcel del Obispo, siendo asesinado durante su traslado a la cárcel Modelo por miembros de la Dirección de Seguridad Nacional. En 1963 se dictó sentencia contra Ramón Norato Useche por su asesinato y a Miguel Antonio Soto por complicidad en el hecho, quienes posteriormente fueron encarcelados. Los verdaderos motivos de Urbina respecto a Chalbaud nunca fueron esclarecidos del todo. Esto llevó a la asunción de Germán Suárez Flamerich y posteriormente al gobierno de Marcos Pérez Jiménez.

## Obra
- Victoria, dolor y tragedia (1936).